# 刺葡萄
刺葡萄（学名：Vitis davidii var. davidii）为葡萄科葡萄属下的一个变种。

## 扩展阅读
- 維基物種上的相關：刺葡萄